# Hysterothylacium marinum
Hysterothylacium marinum är en rundmaskart som först beskrevs av Carl von Linné 1767.  Hysterothylacium marinum ingår i släktet Hysterothylacium och familjen Ascarididae. Inga underarter finns listade i Catalogue of Life.